# Nhật Bản đầu hàng

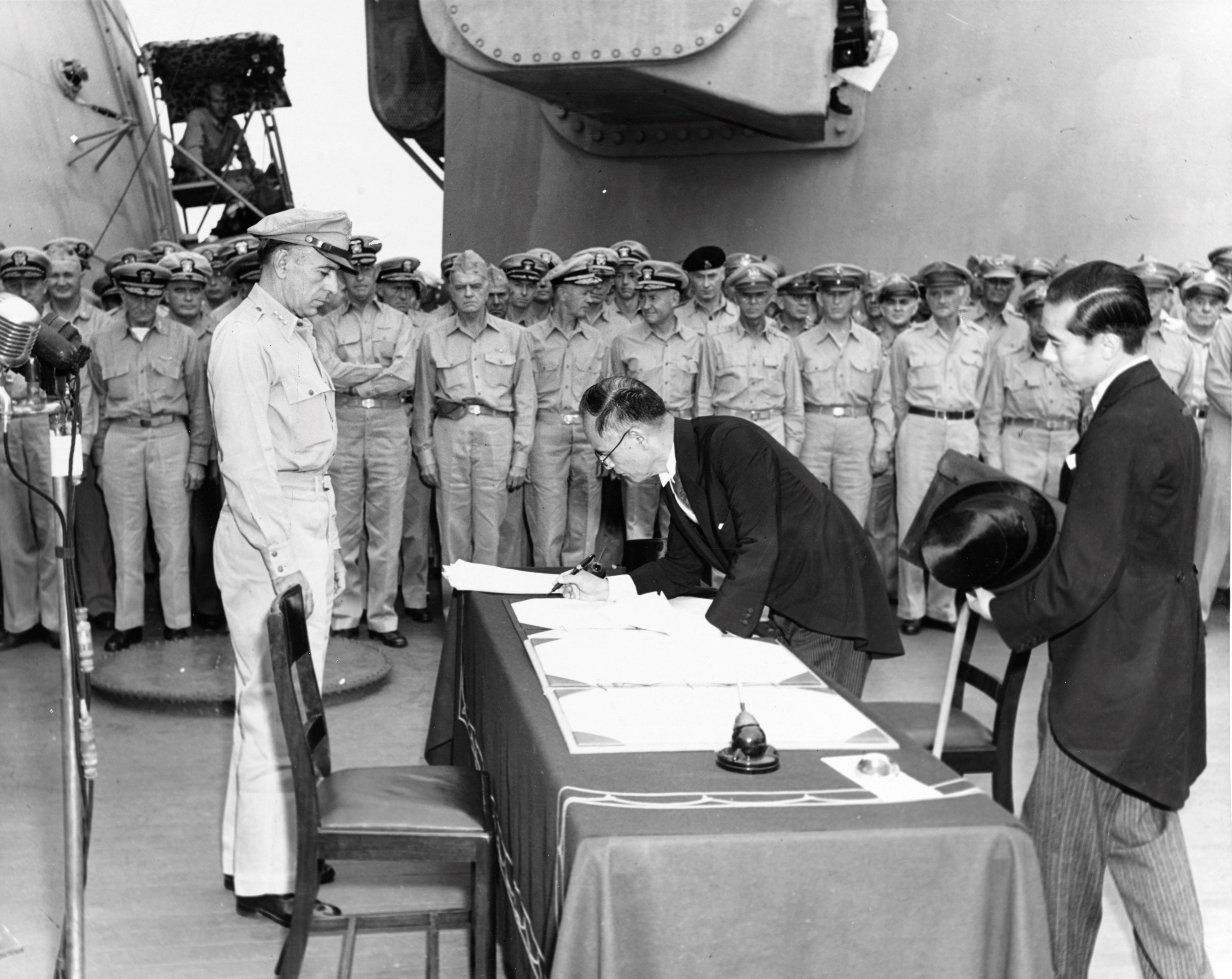
Ngoại trưởng Nhật Bản Mamoru Shigemitsu ký văn kiện Nhật Bản đầu hàng trên tàu với sự giám sát của tướng Richard K. Sutherland, ngoài khơi vịnh Tokyo, 2 tháng 9 năm 1945

Sự đầu hàng của Đế quốc Nhật Bản được Thiên hoàng Hirohito tuyên bố vào ngày 15 tháng 8 và được ký chính thức vào ngày 2 tháng 9 năm 1945 đã kết thúc chiến tranh Thế giới thứ hai. Tính đến cuối tháng 7 năm 1945, Hải quân Đế quốc Nhật Bản không còn khả năng thực hiện các chiến dịch và một cuộc xâm lược của Đồng Minh vào Nhật Bản sắp sửa diễn ra. Trong khi công khai tuyên bố sẽ chiến đấu cho đến khi kết thúc cay đắng, giới lãnh đạo Nhật Bản (tức Hội đồng Chiến tranh Tối cao) đã bí mật cầu khẩn Liên Xô (đã ký hiệp ước trung lập với Nhật) làm trung gian hòa giải để cho Nhật được hưởng những điều kiện có lợi cho mình. Tuy nhiên, Liên Xô khi đó đang muốn tấn công Nhật Bản để thực hiện lời hứa của họ với Mỹ và Anh như đã tuyên bố trong Hội nghị Tehran và Yalta.
Ngày 6 tháng 8 năm 1945, Hoa Kỳ đã ném một quả bom nguyên tử xuống thành phố Hiroshima. Vào tối muộn ngày 8 tháng 8 , căn cứ theo thỏa thuận Yalta nhưng vi phạm Hiệp ước Trung lập Xô-Nhật, Liên Xô đã tuyên chiến với Nhật Bản và ngay sau lúc nửa đêm vào ngày 9 tháng 8 năm 1945 Liên Xô đã tấn công chính quyền bù nhìn của Nhật ở Mãn Châu. Sau đó vào cùng ngày, Hoa Kỳ ném quả bom nguyên tử thứ hai, lần này là xuống thành phố Nagasaki. Cú sốc cộng hưởng của những sự kiện này đã khiến Nhật hoàng Hirohito phải can thiệp và ra lệnh cho Hội đồng Chiến tranh Tối cao chấp nhận những điều kiện kết thúc chiến tranh mà Khối Đồng Minh đã soạn thảo trong Tuyên bố Potsdam. Thêm vài ngày nữa với những cuộc đàm phán ở hậu trường và một cuộc đảo chính thất bại, Nhật hoàng Hirohito đã đọc bài diễn văn Gyokuon-hōsō trên đài phát thanh vào ngày 15 tháng 8 để tuyên bố Nhật Bản đầu hàng Đồng Minh. Bài diễn văn được phát đi trên khắp Đế quốc.
Ngày 28 tháng 8, chỉ huy Tối cao Lực lượng Đồng Minh bắt đầu chiếm đóng Nhật Bản. Nghi lễ đầu hàng đã được thực hiện trên chiến hạm USS Missouri (BB-63) của Hải quân Hoa Kỳ ngày 2 tháng 9, tại đó các quan chức của chính phủ Nhật Bản đã ký văn kiện Nhật Bản đầu hàng, theo đó kết thúc Chiến tranh thế giới thứ hai. Nhân dân cũng như quân nhân các nước Đồng Minh đã hân hoan kỷ niệm Ngày Chiến thắng Nhật Bản (V-J Day), đánh dấu sự chấm dứt chiến sự.